# Grunewald (Templin)
Grunewald è una frazione del città tedesca di Templin, nel Brandeburgo.

## Storia
Nel 2003 il comune di Grunewald venne soppresso e aggregato alla città di Templin.